# Рур-Зиг-Экспресс
Рур-Зиг-Экспресс (RE16) (нем. Ruhr-Sieg-Express) — линия пассажирского регионального экспресса в федеральной земле Северный Рейн-Вестфалия (Германия). Соединяет города Рурской области Эссен, Бохум, Хаген с Изерлоном или Зигеном. Движение экспресса осуществляется по путям, предназначенным для скорых поездов со скоростью 140 км/ч.

## История
С 1993 года существовал маршрут Франкфурт-на-Майне-Дюссельдорф-Зиген-Мюнстер. Оператором маршрута был железнодорожный перевозчик Interregio. В связи с тем, что было принято решение о закрытии этого маршрута с декабря 2002 года, с 10 июня 2002 года был открыт маршрут, получивший номер RE16, соединявший Эссен, Бохум и Хаген с Зигеном.

В 2005 году железнодорожный оператор Abellio Rail NRW выиграл тендер на осуществление перевозок по маршрутам RE16, RB40, RB46 и RB91. Договор вступал в силу 9 декабря 2007 года и был рассчитан на 12 лет.

## Интервал движения
Согласно расписанию, экспресс RE16 ходит один раз в час.

## Особенности маршрута
На станции Изерлон-Летмате осуществляется процедура сцепки/расцепления вагонов движущихся в направлении Изерлона или Зигена.